# Чамундараджа
Чамундараджа (гудж. ચામુંડરાજ; д/н — 1008) — 2-й магараджахіраджа держави Гуджара в 996—1008 роках.

## Життєпис
Походив з раджпуського клану Соланка (Чаулук'я). Син Мулараджи I. Про дату народження обмаль відомостей, проте близько 976 року отримав титул ювараджи (офіційного спадкоємця). Ймовірно у980-х роках саме він очолював військову кампанію проти Барапи Чалук'я, магараджи Лати, якому було завдано поразки та змушено визнати зверхність Соланка.
996 року спадкував владу. Напевне тоді був у доволі зрілому віці з чималим військовим та державним досвідом. Близько 1000 року прийшов на допомогу своєму васалові Гогіраджи Чалук'ї, магараджи Лати, якого було атаковано військами Сіндхураджи Парамара, магараджи Малави, якому було завдано тяжкої поразки.
Близько 1007 року зазнав поразки від Сатіяшраї, магараджахіраджи держави Західних Чалук'їв. 1008 року внаслідок змови його було повалено. Йому спадкував син Валлабхараджа.

## Будівництво
Фундував храми Чанданатха та Вачінешвра в Анахілапатаці, вішнуїстські храми в Сандер та Хандосані, брагманський храм в Джінджхуваді, джайнський храм Бхадрешвар (тепер повністю відбудований після землетрусу в Гуджараті 2001 року); Ахада Махадеви у Васаї.